# Batalla de Pulares
La batalla de Pulares aconteció el 17 de diciembre de 1832 en la Argentina entre las fuerzas leales al gobernador de la provincia de Salta, Pablo Latorre, y un grupo de militares que intentaban derrocarlo.
A finales de 1832 el coronel Manuel Puch se alió a José Ignacio de Gorriti y juntos intentaron una revolución de carácter unitario en la provincia de Salta contra el gobernador Latorre siendo capturados al poco tiempo. Enviados a la prisión de Castañares lograron sublevar a toda la guarnición (80 soldados) el 25 de octubre y empezaron a marchar a la ciudad de Salta reclutando hombres a su paso.
El 7 de noviembre ocuparon Pulares pero para ese momento el coronel Pablo Alemán había sido enviado a enfrentarlos llegando sorpresivamente al pueblo. Los revolucionarios fueron sorprendidos y decidieron tomar una posición estratégica en la quebrada de Pulares. Los rebeldes consiguieron resistir durante varias horas los asaltos salteños hasta que faltos de municiones y agotados empezaron a romper filas siendo perseguidos en un pánico absoluto.
La batalla dio por muerta la revolución, sus principales líderes tuvieron que huir al exilio. Pero Alemán fue pocos meses después acusado de intentar deponerlo, iniciando un nuevo conflicto que terminó solo con la derrota de Latorre en la batalla de Castañares.